# Jules Marmier
Jules Marmier, né à Fribourg le 15 mars 1874 et mort à Estavayer-le-Lac le 28 juillet 1975, est un compositeur, violoncelliste, organiste et chef de chœur suisse. Fils d'Auguste Marmier, avocat et homme politique, et de Rosine Dubey. 

## Biographie
Venu à Estavayer-le-Lac dès 1877, il resta attaché à cette ville, dont il influença grandement la vie culturelle et musicale. Étudiant au Collège Saint-Michel de Fribourg, il fut l'élève d'Édouard Vogt, l'éminent organiste de la Cathédrale Saint-Nicolas de Fribourg de l'époque ; il fréquenta ensuite le Conservatoire de Bâle, où il suivit les cours de son directeur, Selmar Bagge, « piano et branches théoriques », d'Albert Glaus, « orgue », et de Georges Kahnt, « violoncelle ».
Jules Marmier joua un rôle de précurseur dans le domaine instrumental et choral à Fribourg-Ville et dans le canton. Il fut professeur de violoncelle au Conservatoire de Fribourg de 1902 à 1930 ; il fut instrumentiste et soliste des concerts de musique de chambre de Fribourg. Il fut l'auteur de partitions chorales réputées telles La Brise Volage (1902), Ahasvérus (1911), Le coup de Joran (1923), La Voie Lactée (1924).
Organiste de la collégiale Saint-Laurent d'Estavayer-le-Lac de 1915 à 1938, Jules Marmier écrivit entre autres, sur le plan de la musique religieuse, une messe (1929), une cantate (1916) et de nombreux motets. Collaborateur du docteur Thürler pour ses œuvres théâtrales, il écrivit des partitions musicales pour Le Vieux Stavayer (1902), Alcool et petite ville (1904), Les Transplantés (1906), Jésus et le Centenier (1908), La Krotzeranna (1911).
Son fonds d'archives se trouve aux Archives littéraires suisses à Berne.

## Œuvres
- 1902 : À travers le vieux Stavayer (dont sont tirés notamment La Brise volage et Le Chant des pêcheurs)
- 1904 : Alcool et petite ville
- 1906 : Les Transplantés ou restons chez nous
- 1908 : Jésus et le Centenier
- 1909 : Ahasvérus
- 1910 : La Krotzeranna
- 1911 : Le Chant du pâtre
- 1916 : Cantate (pour le jubilé sacredotal du Doyen Dévaud)
- 1918 : Fantaisie sur des motifs du Vieux Stavayer
- 1919 : Lequel des deux?
- 1920 : Rhapsodie Staviacoise
- 1922 : Quatre préludes lyriques pour la Krotzéranna
- 1923 : La Voie Lactée
- 1924 : Un Coup de Joran
  - Méditation
  - Marche de Stavia
- 1925 : Jésus et le Centenier - version orchestrée
- 1926 : Gavotte
- 1929 : Messe solennelle
- 1934 : Cantate jubilaire
- 1936 : O Salutaris Hostia
- 19?? : Tantum Ergo